# 王祖继
王祖继（1958年5月—），天津人，曾任中国建设银行行长。

## 生平
1985年11月加入中国共产党。上海交通大学工业管理工程专业毕业，硕士研究生学历。历任国家计委办公厅副处级秘书、正处级秘书，国家开发银行正处级秘书、东北信贷局副局长、长春分行行长、业务发展局局长，综合计划局局长等职。2005年3月挂职担任吉林省省长助理，同年5月兼任省人民政府国有资产监督管理委员会主任，次年3月再兼任省发展和改革委员会主任，2008年1月任吉林省人民政府副省长。2012年9月，任中国保险监督管理委员会副主席、党委委员。2015年6月，接替张建国出任中国建设银行行长、副董事长。